# Liste des représentants des États-Unis pour l'Illinois
Depuis le recensement de 2020, l'Illinois dispose de 17 élus à la Chambre des représentants des États-Unis, ce nombre est effectif aux élections de 2022.

## Représentation actuelle à la Chambre des représentants (2025-2027)
| District     | Nom                 | Nom | Début du mandat                             | Parti | Parti       |
| ------------ | ------------------- | --- | ------------------------------------------- | ----- | ----------- |
| 1er district | Jonathan Jackson    |     | 3 janvier 2023 (2 ans, 2 mois et 20 jours)  |       | Démocrate   |
| 2e district  | Robin Kelly         |     | 11 avril 2013 (11 ans, 11 mois et 12 jours) |       | Démocrate   |
| 3e district  | Delia Ramirez       |     | 3 janvier 2023 (2 ans, 2 mois et 20 jours)  |       | Démocrate   |
| 4e district  | Chuy García         |     | 3 janvier 2019 (6 ans, 2 mois et 20 jours)  |       | Démocrate   |
| 5e district  | Michael Quigley     |     | 11 avril 2009 (15 ans, 11 mois et 12 jours) |       | Démocrate   |
| 6e district  | Sean Casten         |     | 3 janvier 2019 (6 ans, 2 mois et 20 jours)  |       | Démocrate   |
| 7e district  | Danny Davis         |     | 3 janvier 1997 (28 ans, 2 mois et 20 jours) |       | Démocrate   |
| 8e district  | Raja Krishnamoorthi |     | 3 janvier 2017 (8 ans, 2 mois et 20 jours)  |       | Démocrate   |
| 9e district  | Jan Schakowsky      |     | 3 janvier 1999 (26 ans, 2 mois et 20 jours) |       | Démocrate   |
| 10e district | Brad Schneider      |     | 3 janvier 2017 (8 ans, 2 mois et 20 jours)  |       | Démocrate   |
| 11e district | Bill Foster         |     | 3 janvier 2013 (12 ans, 2 mois et 20 jours) |       | Démocrate   |
| 12e district | Mike Bost           |     | 3 janvier 2015 (10 ans, 2 mois et 20 jours) |       | Républicain |
| 13e district | Nikki Budzinski     |     | 3 janvier 2023 (2 ans, 2 mois et 20 jours)  |       | Démocrate   |
| 14e district | Lauren Underwood    |     | 3 janvier 2019 (6 ans, 2 mois et 20 jours)  |       | Démocrate   |
| 15e district | Mary Miller         |     | 3 janvier 2021 (4 ans, 2 mois et 20 jours)  |       | Républicain |
| 16e district | Darin LaHood        |     | 3 janvier 2023 (2 ans, 2 mois et 20 jours)  |       | Républicain |
| 17e district | Eric Sorensen       |     | 3 janvier 2023 (2 ans, 2 mois et 20 jours)  |       | Démocrate   |

### Démographie

#### par parti politique
- 14 démocrates
- 3 républicains

#### par sexe
- 11 hommes (neuf démocrates et deux républicains)
- 6 femmes (cinq démocrates et une républicaine)